# Maurice Falardeau
Pour les articles homonymes, voir Falardeau.
Maurice Falardeau né en 1931 et mort le 18 juin 2004 à Sainte-Adèle est un réalisateur québécois.

## Biographie
Maurice Falardeau était un réalisateur québécois, il a surtout œuvré dans le domaine des émissions pour enfants pour la Société Radio Canada. Il a, entre autres, travaillé sur des séries comme Ti-Jean caribou en 1963, Le Pirate Maboule en 1968, Fanfreluche la même année, etc. Il a aussi travaillé sur d'autre séries comme La Boîte à surprises, Race de monde et L'Héritage. Il est décédé le 18 juin 2004, à l'âge de 73 ans à Sainte-Adèle dans les Laurentides, située au nord de Montréal.

## Filmographie
- 1963 : Ti-Jean caribou (série télévisée)
- 1968 : Le Pirate Maboule (série télévisée)
- 1968 : Fanfreluche (série télévisée)
- 1969 : Sol et Gobelet (série télévisée)
- 1974 : Avec le temps (série télévisée)
- 1976 : Du Tac au Tac (série télévisée)
- 1983 : Poivre et Sel (série télévisée)
- 1986 : La Clé des champs (série télévisée)

Il a aussi réalisé les émissions La Boîte à surprises, Le Grenier (1976), Race de monde (1978-1980) et L'Héritage (1987-1990).
Note : Le pirate Maboule et Fanfreluche étaient des personnages de La Boîte à surprises et non des séries télé comme telles, contrairement aux personnages de Sol et de Gobelet, aussi créés dans La Boîte à surprises.